# يان وليامز (مبارز بالسيف)
يان وليامز (بالإنجليزية: Ian Williams)‏ هو مبارز بالسيف بريطاني، ولد في 26 أكتوبر 1967 في Bexleyheath ‏ في المملكة المتحدة.

## وصلات خارجية
- يان وليامز على موقع أوليمبيديا (الإنجليزية)